# 김선경 (외교관)
김선경(?~)은 조선민주주의인민공화국의 외교관이다.

## 경력
- 외무성 유럽2국 국장[1]
- 주루마니아 북한대사[2]
- 외무성 부상[3][4][5][6]